# Ханза-Бранденбург W.29
Ханза-Бранденбург W.29 је ловац-хидроавион направљен у Немачкој. Авион је први пут полетео 1918. године.
Направљено је укупно 78 авиона овог успешног типа.
Највећа брзина у хоризонталном лету је износила 175 km/h. Размах крила је био 13,50 метара а дужина 9,36 метара. Маса празног авиона је износила 1000 килограма а нормална полетна маса 1494 килограма. Био је наоружан са једним митраљезом ЛМГ 08/15 Шпандау (LMG 08/15 Spandau) калибра 7,92 mm и једним Парабелум 7,92 mm у задњем делу кабине, или само два Шпандау напред.

## Наоружање
| Наоружање авиона: Ханза-Бранденбург |                          |
| Ватрено (стрељачко) наоружање       |                          |
| Топ                                 |                          |
| Митраљез                            |                          |
| Број и ознака митраљеза             | 1 + 1 или 2 (види текст) |
| Калибар                             | 7,92                     |
| Бомбардерско наоружање (бомбе)      |                          |
| Ракетно наоружање (ракете)          |                          |